# وودنویوتون
وودنویوتون (به انگلیسی: Woodnewton) یک روستا و محله مدنی در بریتانیا است که در East Northamptonshire واقع شده‌است. وودنویوتون ۴۵۰ نفر جمعیت دارد.